# دميرتشي (ملكان)
دميرتشي هي قرية في مقاطعة ملكان، إيران. عدد سكان هذه القرية هو 1,018 في سنة 2006.